# Liam Smith
Liam Smith (Liverpool, 27 de julio de 1988) es un boxeador profesional británico. Es el hermano menor de Paul Smith y Stephen Smith, y el hermano mayor de Callum Smith; todos los cuales son boxeadores profesionales.

## Carrera amateur
Como aficionado, Smith luchó por Rotunda ABC en Liverpool. Ha ganado dos veces los Campeonatos de ABA, habiendo ganado en 2007 y 2008, luchando en el peso wélter ligero. En 2007 derrotó a Luke Gray (de Stevenage ABC) y en 2008 derrotó a Steve Turner (del ejército británico).

## Carrera profesional
Hizo su debut profesional en peso liviano ligero el 10 de octubre de 2008 contra Duncan Cottier en el Everton Park Sports Centre, Liverpool. En una pelea a cuatro asaltos, Smith ganó puntos cuando el réferi Steve Gray lo anotó (40-36). Esto era parte de una tarjeta apilada de Queensberry Promotions que también tenía futuros campeones mundiales como Nathan Cleverly, Anthony Crolla, Tony Bellew y el hermano mayor de Liam, Stephen.[5] En su segunda pelea profesional, Smith derrotó a John Van Emmenis a través de TKO en la primera ronda. Smith solo peleó dos veces en 2009, superando a Kevin McCauley y Darren Gethin en cuatro concursos redondos. Peleó tres veces en 2010, primero una victoria de cuatro asaltos sobre Billy Smith, un empate (38-38) contra Terry Carruthers y un nocaut técnico en segunda ronda del veterano Matt Scriven. Después de un descanso de 9 meses, Smith peleó dos veces más en 2011, un nocaut técnico en tercera ronda ante Barrie Jones y un nocaut en el primer asalto ante Gerard Healy. Healy se dejó caer sobre una rodilla de un bodyshot y un uppercut derecho y fue contada.[6] 2012 fue el año más activo de Smith desde su debut profesional, ya que peleó cinco veces, una victoria de 8 rondas contra Paul Morby, una victoria por TKO en la primera ronda contra Andrew Patterson, una victoria por seis asaltos contra Dee Mitchell y un 10- los puntos redondos ganan contra Gary McMillan que era un eliminador británico del peso medio ligero. A la edad de 24 años, esto dejó a Smith con un récord de 12 victorias, 5 por nocaut, 1 empate y ninguna derrota.[7]

### Smith vs. Álvarez
El 24 de junio se anunció que Smith haría su tercera defensa de su título mundial contra el mexicano Saúl 'Canelo' Álvarez (47-1-1, 33 KOs) el 17 de septiembre en el evento principal con una tarjeta PPV de HBO. Golden Boy Promotions anunció el 18 de julio, que la pelea tendría lugar en el AT&T Stadium en Arlington, Texas. El otro lugar que buscaba organizar la pelea fue el MGM Grand] en Las Vegas. La pelea fue disputada en el peso mediano oficial de 154 libras y no en las 155 libras, peso en el cual Álvarez había peleado sus últimas 5 peleas.
Smith perdió su primera pelea como profesional cuando fue derribado siguiendo un vicioso gancho de izquierda al cuerpo en la ronda 9. Smith, quien perdió su título mundial, cayó una vez en la ronda 7 y una vez en la ronda 8. Álvarez estaba en control de la campana de apertura. La pelea rompió el récord de asistencia de boxeo en el estadio, con un anuncio de 51,240. Álvarez conectó 157 golpes de los 422 lanzados con una tasa de conexión del 37%, en comparación con Smith, que lanzó 115 lanzamientos desde los 403 lanzados, una tasa de conexión del 29%. Golden Boy anunció más tarde que la pelea atrajo unas 300,000 compras de ppv.

### Smith vs. Munguia
El 2 de diciembre de 2017, el contendiente de peso wélter Sadam Ali derrotó a Miguel Cotto, ganando el título de peso mediano ligero de la OMB en el proceso. Después de la victoria, Ali declaró que se quedaría en el peso mediano ligero y defendería el título.
El 23 de febrero, el promotor de Smith, Frank Warren, declaró que las negociaciones con los promotores de Ali Golden Boy Promotions iban bien y que el acuerdo se haría en cuestión de semanas. Hubo informes que sugerían que la pelea se llevaría a cabo en la tarjeta de revancha de Canelo Álvarez vs. Gennady Golovkin, sin embargo, Warren no mencionó esto.
El 19 de marzo, se confirmó que la pelea tendría lugar en el Turning Stone Resort Casino en Verona, Nueva York el 12 de mayo. El 27 de abril, Smith se vio obligado a retirarse debido a una reacción alérgica. Smith declaró que había estado sin entrenamiento durante ocho días y se vio obligado a posponer la pelea para una fecha posterior. Godden Boy estaba buscando conservar la tarjeta y encontrar un reemplazo.
El prospecto mexicano Jaime Munguia (29-0, 25 nocauts) reemplazó a Smith parando a Ali en la ronda 4, ganando el título de la OMB. El 21 de mayo, Frank Warren declaró que se estaba preparando un acuerdo para que Munguia hiciera su primera defensa contra Smith, posiblemente en los EE. UU. Un mes después, se confirmó que la pelea tendría lugar el 21 de julio de 2018 en The Joint at theHard Rock Hotel & Casino en Las Vegas. Para la pelea, le prometieron a Mungiua una bolsa de $ 200,000 y Smith recibiría una bolsa de $ 75,000.
En la pelea, televisada por HBO 's Boxing After Dark, frente a una pequeña multitud de 2.470, Smith aprovechó la defensa de Munguia al principio, teniendo éxito con su mano derecha. A medida que avanzaba la lucha, Munguia se adaptó y logró aterrizar un gancho izquierdo limpio en la cabeza, dejando caer a Smith. Smith resultó herido, pero se las arregló para mantenerse activo durante el resto de la pelea, durando la distancia de 12 vueltas. Después de la caída, Munguia mantuvo el control. En la ronda 9, Munguia conectó 44 golpes de poder en comparación con los 22 disparos de Smith. Smith mostró un corazón increíble en el aterrizaje de algunos tiros agradables en las rondas 9 a 12, sin embargo carecía del poder de golpe para mantener a Munguia fuera de él. Munguia conectó fuertes golpes al cuerpo y la cabeza en las últimas cuatro rondas. Smith tomó los golpes, y siguió disparando el suyo. Munguia ganó una decisión unánime con los puntajes de 116-111, 119-108, 117-110, Smith no tuvo problemas para felicitar a Munguia después de la pelea, "Canelo golpea con más fuerza al superwelter. Pero él es joven. Él tiene 21 años de edad. Así que es un buen luchador y probablemente solo mejorará cada vez más. "Munguia admitió que estaba buscando el nocaut, pero estaba feliz de recorrer la distancia ya que fue una experiencia de aprendizaje. Según CompuBox, Munguia conectó 277 de 837 golpes lanzados (33%), que incluyeron 69 golpes de poder al cuerpo y Smith aterrizó 198 de sus 702 tiros (28%). La pelea promedió 777,000 espectadores y alcanzó un máximo de 827,000 espectadores en HBO.

## Récord Profesional
| Record Profesional | Record Profesional | Record Profesional |
| 38 Peleas          | 33 Victorias       | 4 Derrotas         |
| Nocaut             | 20                 | 2                  |
| Decisión           | 13                 | 2                  |
| Empates            | 1                  | 1                  |
| ------------------ | ------------------ | ------------------ |

| Resultado | Récord | Rival                 | Método | Asalto - Tiempo | Fecha                    | Localización                                         | Título                                                                 |
| Derrota   | 33-4-1 | Chris Eubank Jr.      | TKO    | 10 (12), 1:45   | 2 de septiembre de 2023  | Manchester Arena, Mánchester                         |                                                                        |
| Victoria  | 33-3-1 | Chris Eubank Jr.      | TKO    | 4 (12), 1:09    | 21 de enero de 2023      | Manchester Arena, Mánchester                         |                                                                        |
| Victoria  | 32-3-1 | Hassan Mwakinyo       | TKO    | 4 (12), 1:46    | 3 de septiembre de 2022  | Liverpool Arena, Liverpool                           |                                                                        |
| Victoria  | 31-3-1 | Jessie Vargas         | TKO    | 10 (12), 0:41   | 30 de abril de 2022      | Madison Square Garden, Nueva York                    | Gana el título vacante Intercontinental de la WBO del peso superwélter |
| Victoria  | 30-3-1 | Anthony Fowler        | TKO    | 8 (12), 0:20    | 9 de octubre de 2021     | Liverpool Arena, Liverpool                           | Gana el título WBA International del peso superwélter                  |
| Derrota   | 29-3-1 | Magomed Kurbanov      | UD     | 12              | 7 de mayo de 2021        | Yekaterinburg Sports Palace, Ekaterinburg, Rusia     | Por el título vacante WBO International del peso superwélter           |
| Victoria  | 29-2-1 | Roberto García        | UD     | 10              | 20 de diciembre de 2019  | Talking Stick Resort Arena, Phoenix, Arizona         |                                                                        |
| Victoria  | 28-2-1 | Mario Alberto Lozano  | TKO    | 7 (10)          | 24 de agosto de 2019     | Centro de Usos Múltiples, Hermosillo, Sonora, México |                                                                        |
| Victoria  | 27-2-1 | Sam Eggington         | TKO    | 5 (12), 2:00    | 30 de marzo de 2019      | Echo Arena, Liverpool, Inglaterra                    | Gana el título vacante superwélter WBC Silver.                         |
| Derrota   | 26-2-1 | Jaime Munguia         | UD     | 12              | 21 de julio de 2018      | The Joint, Las Vegas, Nevada                         | Por el título superwélter de la WBA.                                   |
| Victoria  | 26-1-1 | Liam Williams         | D.M.   | 12              | 11 de noviembre de 2017  | Metro Radio Arena, Newcastle, Inglaterra             |                                                                        |
| Victoria  | 25-1-1 | Liam Williams         | RTD    | 9 (12), 3:00    | 8 de abril de 2017       | Manchester Arena Inglaterra                          |                                                                        |
| Victoria  | 24-1-1 | Marian Cazacu         | PTS    | 4               | 18 de marzo de 2017      | Club de Boxeo Entrena, Barcelona, España             |                                                                        |
| Derrota   | 23-1-1 | Saúl Álvarez          | KO     | 9 (12), 2:28    | 17 de septiembre de 2016 | AT&T Stadium, Arlington, Texas                       | Perdió el título de peso mediano ligero de la OMB.                     |
| Victoria  | 23-0-1 | Predrag Radošević     | KO     | 2 (12), 1:34    | 4 de junio de 2016       | Echo Arena, Liverpool, Inglaterra                    | Retiene título OMB luz-peso mediano.                                   |
| Victoria  | 22-0-1 | Jimmy Kelly           | TKO    | 7 (12), 2:35    | 19 de diciembre de 2015  | Manchester Arena, Mánchester, Inglaterra             | Retiene título OMB luz-peso mediano.                                   |
| Victoria  | 21-0-1 | John Thompson         | TKO    | 7 (12), 1:44    | 10 de octubre de 2015    | Manchester Arena, Mánchester, Inglaterra             | Obtuvo el título vacante OMB peso mediano ligero.                      |
| Victoria  | 20-0-1 | David Ezequiel Romero | TKO    | 7 (10), 1:10    | 18 de abril de 2015      | Echo Arena, Liverpool, Inglaterra                    | Ganó el título vacante OMB intercontinental de peso medio ligero.      |
| Victoria  | 19-0-1 | Robert Talarek        | TKO    | 8 (10), 2:01    | 6 de marzo de 2015       | Echo Arena, Liverpool, Inglaterra                    |                                                                        |
| Victoria  | 18-0-1 | Zoltan Sera           | TKO    | 3 (12), 1:53    | 25 de octubre de 2014    | Echo Arena, Liverpool, Inglaterra                    | Ganó el título vacante AMB Continental de peso medio ligero.           |
| Victoria  | 17-0-1 | Jason Welborn         | KO     | 6 (12), 0:36    | 26 de julio de 2014      | Manchester Arena, Inglaterra                         | Retiene título de peso medio ligero británico.                         |
| Victoria  | 16-0-1 | Mark Thompson         | TKO    | 4 (12), 0:13    | 7 de diciembre de 2013   | Echo Arena, Liverpool, Inglaterra                    | Retenido título de peso medio ligero británico.                        |
| Victoria  | 15-0-1 | Erick Ochieng         | UD     | 12              | 21 de septiembre de 2013 | Liverpool Olympia, Liverpool, Inglaterra             | Obtuvo el título de peso medio ligero británico vacante.               |
| Victoria  | 14-0-1 | Max Maxwell           | PTS    | 6               | 28 de junio de 2013      | Liverpool Olympia, Liverpool, Inglaterra             |                                                                        |
| Victoria  | 13-0-1 | Steve O'Meara         | UD     | 12              | 15 de diciembre de 2012  | ExCeL, Londres, Inglaterra                           | Ganó el título de peso medio ligero de la Commonwealth vacante.        |
| Victoria  | 12-0-1 | Gary McMillan         | UD     | 10              | 9 de noviembre de 2012   | Liverpool Olympia, Liverpool, Inglaterra             |                                                                        |
| Victoria  | 11-0-1 | Dee Mitchell          | PTS    | 6               | 21 de septiembre de 2012 | Hilton, Londres, Inglaterra                          |                                                                        |
| Victoria  | 10-0-1 | Andrew Patterson      | TKO    | 1 (6), 2:48     | 25 de mayo de 2012       | Newport Center, Newport, Inglaterra                  |                                                                        |
| Victoria  | 9-0-1  | Paul Morby            | PTS    | 8               | 25 de febrero de 2012    | Motorpoint Arena, Cardiff, Gales                     |                                                                        |
| Victoria  | 8-0-1  | Gerard Healy          | KO     | 1 (6), 1:36     | 15 de octubre de 2011    | Echo Arena, Liverpool, Inglaterra                    |                                                                        |
| Victoria  | 7-0-1  | Barrie Jones          | KO     | 3 (6), 2:12     | 17 de septiembre de 2011 | Liverpool Olympia, Liverpool, Inglaterra             |                                                                        |
| Victoria  | 6-0-1  | Matt Scriven          | TKO    | 2 (4), 2:48     | 11 de diciembre de 2010  | Echo Arena, Liverpool, Inglaterra                    |                                                                        |
| Empate    | 5-0-1  | Terry Caruthers       | PTS    | 4               | 4 de septiembre de 2010  | Kelvin Hall, Glasgow, Escocia                        |                                                                        |
| Victoria  | 5-0    | Billy Smith           | PTS    | 4               | 12 de marzo de 2010      | Echo Arena, Liverpool, Inglaterra                    |                                                                        |
| Victoria  | 4-0    | Darren Gethin         | PTS    | 4               | 30 de octubre de 2009    | Echo Arena, Liverpool, Inglaterra                    |                                                                        |
| Victoria  | 3-0    | Kevin McCauley        | PTS    | 4               | 14 de marzo de 2009      | MEN Arena, Mánchester, Inglaterra                    |                                                                        |
| Victoria  | 2-0    | John Van Emmenis      | TKO    | 1 (4), 1:32     | 12 de diciembre de 2008  | Kingsway Leisure Centre, Liverpool, Inglaterra       |                                                                        |
| Victoria  | 1-0    | Duncan Cottier        | PTS    | 4               | 10 de octubre de 2008    | Everton Park Sports Centre, Liverpool, Inglaterra    | Debut profesional.                                                     |